# Indfaldsvinkel (fly)
Indfaldsvinklen ((engelsk): angle of attack) for en vinge er vinklen mellem vingens såkaldte kordelinje (længste rette linje fra for- til bagkant af vingeprofilet), og bevægelsesretningen for den luftstrøm der passerer forbi vingen. I formler m.v. benævnes denne vinkel almindeligvis med α, det græske bogstav "alfa".
Hvis vingens "ejermand" (flyvemaskine, fugl etc.) holder en konstant flyvefart, stiger vingens opdrift omtrent lineært med indfaldsvinklen, indtil et vist punkt. Dette punkt, kaldet den kritiske indfaldsvinkel, er den indfaldsvinkel hvorved et stall indtræffer. For at give opdrift skal luftstrømmen være glat og nogenlunde parallel med vingens overflade (laminar strømning). Ved den kritiske indfaldsvinkel ændres luftstrømmen på vingens overflade til en hvirvelformet luftstrøm (turbulent strømning), uden opdriftsevne.